# Torsten Wiesel
Torsten Nils Wiesel (* 3. června 1924 Uppsala) je švédský neurofyziolog. Spolu s Davidem H. Hubelem získal polovinu Nobelovy ceny za fyziologii a lékařství za rok 1981 za objevy v oblasti zpracování zrakové informace mozkem (druhou polovinu ceny obdržel Roger W. Sperry). Vystudoval švédskou univerzitu Karolinska Institutet, kde byl jeho učitelem Carl Gustaf Bernhard. V roce 1955 se Wiesel odstěhoval do USA, svou kariéru dovršil na Rockefellerově univerzitě, jejímž rektorem byl v letech 1991 až 1998.